# آلگرا بایرون
کلارا آلگرا بایرون (۱۲ ژانویهٔ ۱۸۱۷ – ۲۰ آوریل ۱۸۲۲) دختر غیرقانونی شاعر لرد بایرون و کلر کلیرمانت بود.
او در باث، انگلستان به دنیا آمد و مادرش در ابتدا نام آلبا به معنای «سپیده‌دم» یا «سفید» را برایش برگزید. در ابتدا با مادرش، خواهر ناتنی مادرش مری شلی و شوهر مری، پرسی بیش شلی زندگی می‌کرد. در پانزده‌ماهگی به پدرش، بایرون، سپرده شد که نامش را به آلگرا تغییر داد. بایرون او را به خانواده‌های ناتنی سپرد و سپس به یک صومعه کاتولیک رومی فرستاد، جایی که در سن پنج‌سالگی بر اثر تیفوس یا مالاریا درگذشت.

## اوایل زندگی
آلگرا حاصل رابطه‌ای کوتاه‌مدت میان شاعر رمانتیک و مادر جوان و شیفته‌اش بود که در خانه خواهر ناتنی و شوهرخواهرش در وضعیت مالی نامساعدی زندگی می‌کرد. کلیرمانت در دوران بارداری به بایرون نامه نوشت و از او خواست تا قول دهد از او و فرزندش مراقبت کند، اما بایرون به این نامه‌ها پاسخی نداد. پس از تولد، در ابتدا آلگرا را به خانه جیمز هنری لی هانت بردند و او را به‌عنوان دختر یکی از بستگان معرفی کردند. چند ماه بعد، شلی‌ها و کلیرمانت کودک را به‌عنوان فرزند «پذیرفته‌شده» به خانه بازگرداندند. کلیرمانت رابطهٔ نزدیکی با دخترش برقرار کرد و در دفتر خاطرات خود با شادی از ارتباط جسمی و عاطفی‌شان نوشت، اما فشارهای مالی و احساسی شلی‌ها نگهداری از کودک را برایش دشوار کرده بود.
شلی‌ها به آلگرا علاقه داشتند، اما مری شلی نگران بود همسایگان تصور کنند پرسی بیش شلی پدر واقعی آلگراست، چرا که رابطه کلیرمانت با بایرون در حال افشا شدن بود. ویلیام گادوین، پدر مری و ناپدری کلیرمانت، با شنیدن خبر تولد آلگرا، بلافاصله چنین نتیجه‌گیری کرد. مری در نامه‌ای در اکتبر ۱۸۱۷ به پرسی نوشت که پسر خردسالشان ویلیام از آلگرا خوشش نمی‌آید، اما خواهر نوزادش کلارا را دوست دارد. او واکنش پسرش به آلگرا را، که هیچ نسبت خونی با او نداشت، به‌عنوان «دلیلی در تأیید نظریهٔ محبت غریزی طبیعی» دانست. افزون بر این، شلی‌ها دائماً در بدهی بودند و مری شلی تمایل داشت کودک به بایرون سپرده شود و خواهر ناتنی‌اش، که رابطه‌ای بیش از حد نزدیک با شوهرش داشت، خانه را ترک کند.

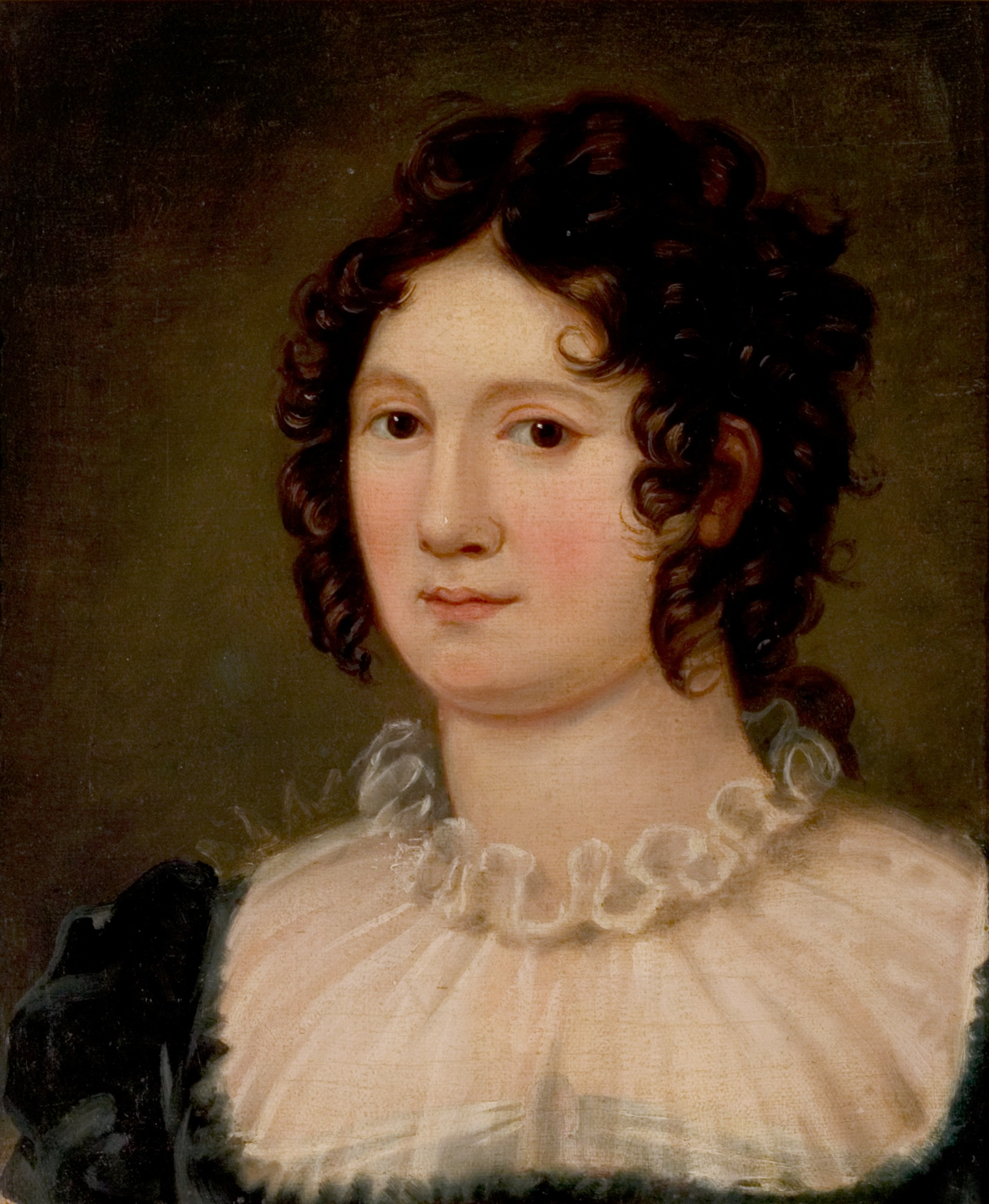
کلر کلیرمانت

پس از تولد آلگرا، شلی در نامه‌ای به بایرون نوشت که «از هماهنگی شگفت‌انگیز» و زیبایی «موجود کوچکی که ما… او را آلبا یا سپیده‌دم می‌نامیم» می‌گوید. او از بایرون دربارهٔ برنامه‌هایش برای کودک پرسید. اما بعداً اذعان کرد که حضور کودک باعث شرمندگی شده است. بایرون از خواهر ناتنی‌اش آگوستا لی خواست آلگرا را به سرپرستی بگیرد، اما او نپذیرفت. بایرون که به کلیرمانت بدبین بود و در ابتدا در پدری خود شک داشت، سرانجام با گرفتن حضانت آلگرا موافقت کرد، به شرط آنکه مادرش ارتباط محدودی با او داشته باشد. شلی به کلیرمانت هشدار داد که این شاید بهترین راه برای کودک نباشد، اما کلیرمانت امیدوار بود فرزندش با پدرش زندگی راحت‌تری داشته باشد و آینده‌اش بهتر باشد. او به بایرون نوشت: «فرزندم را برای اینکه خیلی دوستش دارم، به تو سپردم».
بایرون خواست نام کودک از آلبا، که با نام مستعار «آلبه» (نامی که کلیرمانت برای بایرون به کار می‌برد) نیز مرتبط بود، به آلگرا تغییر کند، که در ایتالیایی به معنای «شاد و پرتحرک» است و به اصطلاح موسیقایی تندا نیز مربوط می‌شود. در راه سپردن کودک به بایرون، کلیرمانت در دفتر خاطراتش نوشت که دخترش را در دوور (انگلستان) شسته است، اما بعد آن بخش را خط زد، انگار از نوشتن نام کودک ترسیده باشد. کودک با نام کلارا آلگرا غسل تعمید داده شد، پیش از آنکه مادرش او را به بایرون بسپارد. بایرون در نظر داشت نام خانوادگی او را «بایرُن» بنویسد تا از دختر قانونی‌اش ایدا لاولیس متمایز باشد. او پیشنهاد کرد هزینه نگهداری کودک را در ماه‌های اول زندگی بپردازد، اما شلی با ناراحتی رد کرد و گفت این مبلغ ناچیز است.
اگرچه در ابتدا با ملاقات کلرمونت با دخترشان موافقت کرده بود، بایرون از توافق خود عقب‌نشینی کرد. شلی اغلب تلاش می‌کرد بایرون را متقاعد کند که اجازه دهد کلرمونت دخترش را ببیند و آن‌ها راه‌هایی برای بازگرداندن حضانت او بررسی می‌کردند. کلرمونت از گزارش‌هایی در سال ۱۸۲۰ که حاکی از ابتلای دخترش به مالاریا بود و اینکه بایرون او را در اوج تابستان به راونای گرم منتقل کرده، نگران شد.
کلرمونت نوشت که اگر قرار است آلگرا زنده بماند، باید به آب‌وهوایی سالم‌تر منتقل شود و از بایرون خواست که دخترشان را به باگنی دی لوکا، شهری کوهستانی با آب‌وهوای خنک، بفرستد. با این حال، بایرون نمی‌خواست آلگرا را برای بزرگ شدن در خانهٔ شلی‌ها بازگرداند، زیرا مطمئن بود او از رژیم غذایی گیاه‌خواری بیمار می‌شود و به خداناباوری آموزش داده خواهد شد. او یادآور شد که تمام فرزندان دیگر خانواده شلی مرده‌اند: سه فرزند نخست خانواده شلی همگی در کودکی درگذشتند. بایرون شایعاتی را باور داشت مبنی بر اینکه کودک چهارم، پرسی بیش شلی، دختر کلرمونت از شلی و خواهر ناتنی آلگرا بوده است. النا در سال ۱۸۲۰ در خانهٔ سرپرستی، در ۱۷ ماهگی درگذشت.
شلی در نامه‌ای به همسرش مری نوشت که آلگرا در سال ۱۸۱۸ رنگ‌پریده و آرام به نظر می‌رسید. وقتی او را در اوت ۱۸۲۱ دوباره در صومعه کاپوچین سنت جیووانی در بانیاکاوالو دید—مدرسه شبانه‌روزی‌ای که دختران اشراف در آن تحصیل می‌کردند—دوباره احساس کرد که او بیش از حد رنگ‌پریده است. آلگرا برای سنش بلند و باریک، با موهای بور فرفری، چشمان آبی و چهره‌ای ظریف بود. او به‌طرز دل‌نشینی حرکت می‌کرد. لباس موسلین سفید با پیش‌بند ابریشمی سیاه و شلوار زیرپوش به تن داشت. در جریان دیدار سه‌ساعته‌اش با شلی، تخت‌خوابش، صندلی‌ای که شام می‌خورد و کالسکه کوچکی که همراه بهترین دوستش هنگام قدم‌زنی در باغ استفاده می‌کردند را نشان داد. شلی نوشت: «من برایش یک سبد قنادی (حرفه) آورده بودم، و پیش از آنکه خودش چیزی بخورد، آن‌ها را میان دوستانش و همه راهبه‌ها تقسیم کرد.» شلی از آموزش کلیسای کاتولیک که به آلگرا داده می‌شد، خشمگین بود، اگرچه ابتدا به بایرون گفته بود با فرستادن او به صومعه موافق است. آلگرا اکنون دعاهایی را از حفظ می‌دانست. «(علاوه بر) بهشت و فرشتگان … فهرستی طولانی از قدیسان دارد—و همیشه دربارهٔ بامبینو حرف می‌زند… ایده بزرگ کردن چنین موجود شیرینی در میان این مزخرفات تا شانزده‌سالگی!» او نوشت.
پس از پنج ماه در مدرسه صومعه، رفتار او نیز بهبود یافته بود؛ او با میل از راهبه‌ها اطاعت می‌کرد و منضبط بود، اگرچه شلی نمی‌پنداشت که راهبه‌ها بیش از حد با او سختگیر بوده‌اند. شلی گرچه معتقد بود دخترک اکنون جدی‌تر و متفکرتر از قبل شده، اما می‌گفت که «شادابی بیش از حدش» را از دست نداده است. راهبه‌ها نیز وقتی آلگرا حین بازی با شلی شیطنتی کرد، او را تنبیه نکردند. برخی از راهبه‌ها هنگام بازی پنهان شدند و آلگرا زنگی را که برای فراخوانی راهبه‌ها استفاده می‌شد، به صدا درآورد و مادر صومعه مجبور شد فوراً راهبه‌ها را مطلع کند تا در وضعیت نامناسب بیرون نیایند.
در پایان دیدار، آلگرا از شلی خواست به مادرش بگوید «یک بوسه و یک لباس طلایی می‌خواهد و آیا می‌شود لطفاً از پاپا و مامینا بخواهد به دیدنش بیایند؟» آلگرا دیگر خاطره‌ای از کلرمونت نداشت، اما به «مامینا»، معشوقه بایرون، ترزا کنتس گوئیچیولی، که نقش مادرانه‌اش را ایفا کرده بود، دل‌بسته شده بود. ترزا اسباب‌بازی‌های دوران کودکی‌اش را به آلگرا داده بود و هنگام بیماری‌های کودکی با او بازی می‌کرد.
کلرمونت همواره با تصمیم بایرون برای فرستادن آلگرا به صومعه مخالف بود و اندکی پس از انتقال، نامه‌ای خشمگینانه و محکوم‌کننده برای او نوشت و او را متهم به شکستن قولش مبنی بر اینکه دخترشان هرگز از یکی از والدینش جدا نخواهد بود، کرد. او بر این باور بود که شرایط جسمی در صومعه‌ها ناسالم و آموزش ارائه‌شده ضعیف است و همین باعث «جهل و فساد زنان ایتالیایی می‌شود، همه‌شان دانش‌آموختگان صومعه‌اند. آن‌ها همسران بد و مادرانی غیرطبیعی‌اند، شهوت‌ران و جاهل؛ مایهٔ ننگ و بدبختی جامعه … این اقدام برای تو انبوهی دشمن و سرزنش به بار خواهد آورد.» در مارس ۱۸۲۲، او طرحی برای ربودن دخترش از صومعه کشید و از شلی خواست نامه‌ای جعلی با امضای بایرون تهیه کند. شلی نپذیرفت.

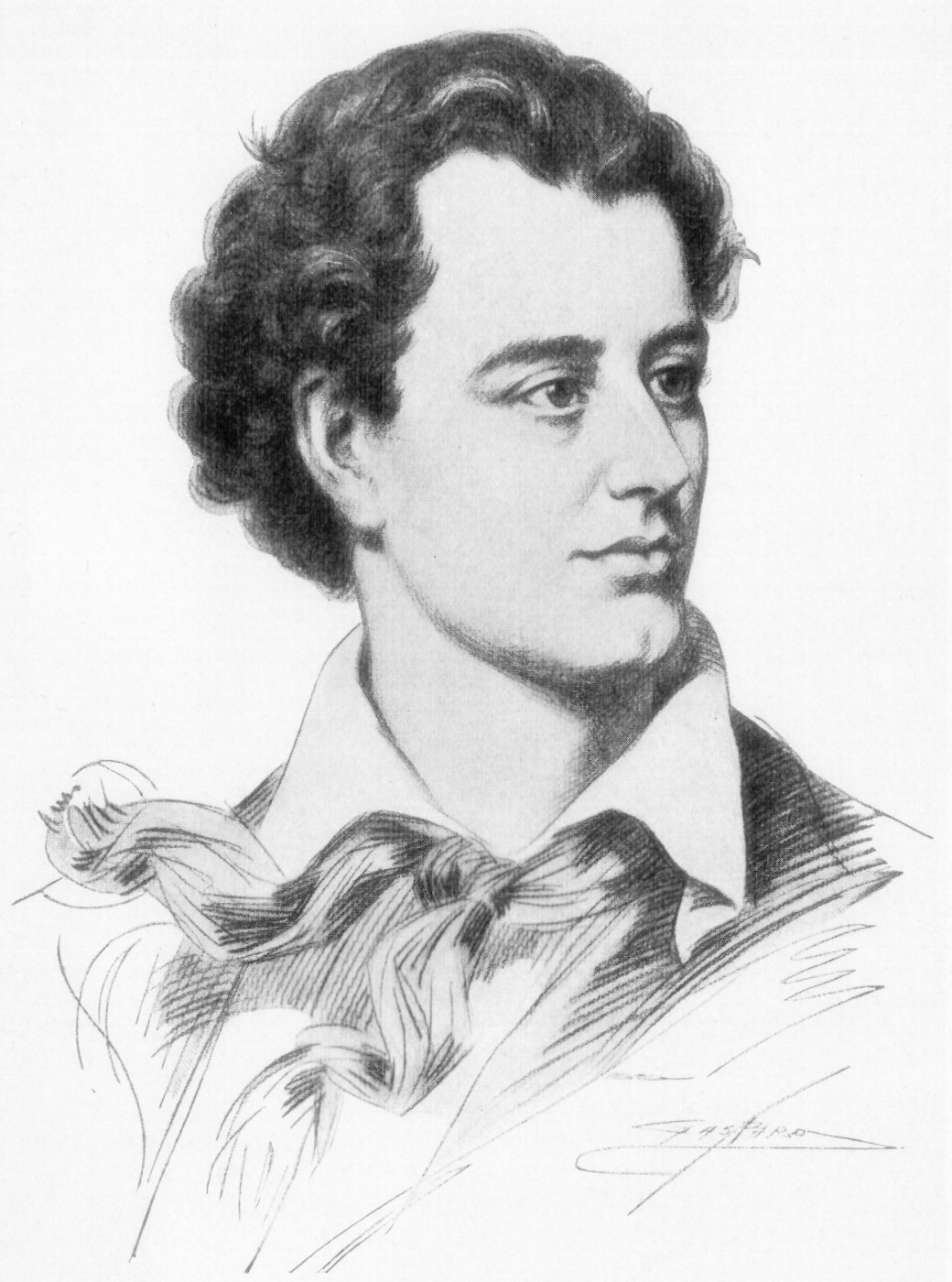
لرد بایرون

بایرون دقیقاً به این دلیل آلگرا را به صومعه فرستاد که برخلاف معشوق سابقش کلرمونت، دید مثبتی به رفتار و نگرش زنان ایتالیایی‌ای که در صومعه تحصیل کرده بودند، داشت. او با چیزی که «اخلاق سست» و رفتار «بیمارستان سلطنتی بتلم» کلرمونت می‌نامید مخالف بود و نمی‌خواست او بر آلگرا تأثیر بگذارد. او همچنین باور داشت که دخترش، با توجه به نامشروع بودنش، شانس بسیار بهتری برای ازدواج خوب در ایتالیا نسبت به انگلستان خواهد داشت. دختری کاتولیک با جهیزیه‌ای مناسب که در صومعه تربیت شده، شانس خوبی برای ازدواج با طبقه بالای جامعه ایتالیا دارد. او می‌خواست کودک به یک کاتولیک رومی تبدیل شود، که آن را «بهترین دین» می‌دانست. بایرون در نامه‌ای به ریچارد بلگریو هاپنر در سپتامبر ۱۸۲۰ نوشت: «اگر کلر فکر می‌کند که روزی در اخلاق یا آموزش کودک دخالت خواهد کرد، اشتباه می‌کند؛ هرگز چنین اجازه‌ای به او نخواهم داد. دختر باید مسیحی و اگر ممکن باشد زن شوهردار شود.» او افزود که مادرش تنها با «محدودیت‌های لازم» می‌تواند آلگرا را ببیند.
بایرون در نامه‌ای به کلرمونت نوشت که دو برابر شهریهٔ معمول را برای مدرسه صومعه پرداخت کرده تا اطمینان حاصل کند که آلگرا بهترین مراقبت را از سوی راهبه‌ها دریافت می‌کند. او در مارس ۱۸۲۱ به هاپنر نوشت که آلگرا در صومعه بهتر از آنچه نزد او بود، مراقبت می‌شود. معشوقه‌اش، ترزا، کنتس گوئیچیولی، تجربهٔ خوشی در مدرسهٔ شبانه‌روزی صومعه داشت که از پنج‌سالگی در آن زندگی کرده بود، و بایرون را قانع کرده بود که صومعه بهترین مکان برای آلگراست. او همچنین صومعه را امن‌ترین مکان برای کودک می‌دانست، با توجه به خطر انقلاب در پادشاهی دو سیسیل.
آلگرا از سوی راهبه‌های صومعه که او را «آلگرینا» می‌خواندند، بسیار مورد محبت قرار می‌گرفت و یک‌بار هم خویشاوندان ترزا به دیدنش آمدند. احتمالاً با کمک زیاد راهبه‌ها، آلگرای چهارساله نامه‌ای به زبان ایتالیایی برای پدرش نوشت که در ۲۱ سپتامبر ۱۸۲۱ تاریخ داشت و از او خواست به دیدنش بیاید:
بابای عزیزم. چون ایام جشنواره است، خیلی دوست دارم بابایم به دیدنم بیاید، چون خواسته‌های زیادی دارم. برای خوشحال کردن آلگرینایت که دوستت دارد، نمی‌آیی؟
رئیس صومعه یادداشتی ضمیمه کرد و بایرون را دعوت کرد پیش از رفتن به پیزا به دیدن آلگرا بیاید و به او اطمینان داد که «چقدر او را دوست دارند». بایرون پشت این نامه نوشت: «صادقانه است، ولی خیلی دلگرم‌کننده نیست—چون می‌خواهد مرا ببیند چون «جشنواره است» تا از بابا کمی نان‌زنجبیلی بگیرد—فکر می‌کنم.» بایرون هرگز به این نامه پاسخ نداد و در طول سیزده ماهی که آلگرا در صومعه بود، به دیدارش نرفت.